# FC岐阜
FC岐阜（エフシーぎふ、英: FC Gifu）は、日本の岐阜市を中心とする岐阜県全県をホームタウンとする、日本プロサッカーリーグ（Jリーグ）に加盟するプロサッカークラブ。

## 概要
運営会社は株式会社岐阜フットボールクラブであり、2007年3月にJリーグ準加盟クラブとして承認され、2008年にJリーグへ加盟した。チームカラーやエンブレムなどは岐阜県花である「レンゲソウ」と「木曽三川」をモチーフとして、赤は情熱、青は知性、緑は調和をそれぞれ表している。
ホームスタジアムは、岐阜メモリアルセンター長良川競技場、練習場は岐阜メモリアルセンター長良川球技メドウや岐阜市北西部運動公園などである（詳細は#スタジアム・練習場を参照）。
なお、2013年4月28日から第67回国民体育大会（ぎふ清流国体）のマスコットの「ミナモ」が、また2014年3月21日より日本一ソフトウェアのマスコット「プリニー」がそれぞれ期限付きで応援マスコットとなっている。その後、2017年7月22日、公式マスコットキャラクター「ギッフィー」のデザインを発表。同年10月1日のホームゲームで着ぐるみがお披露目となった。

## 歴史

### 創設の経緯
2001年4月、国民体育大会に向けて強化する目的で岐阜県サッカー協会により創設。2002年、岐阜経済大学が中心となって地域に根ざした総合スポーツクラブの実現を目指して設立され、特定非営利活動法人（NPO法人）スティックルバックスポーツクラブ（SSC）が運営母体となった。SSCはまず陸上競技部門とサッカー部門、2004年からラグビー部門を設立（サッカー部門の監督に西濃運輸サッカー部元監督の勝野正之が就任）。サッカー部門のトップチームはJリーグ加盟を目指すため、運営会社となる株式会社岐阜フットボールクラブ（岐阜FC）を2006年8月30日に設立した。初代代表に岐阜経済大学教授、鈴木誠が就任。これに伴いSSCのサッカー部門の育成普及事業を岐阜FCに移管、SSCは名称を「NPO法人FC岐阜スティックルバック」に変更した。

### 2005年 - 2006年（東海リーグ）
2005年
元広島総監督の今西和男が顧問に就任。
元名古屋の森山泰行が入団。東海社会人サッカーリーグ2部は、最終節前節まで3位だったが最終節に7-0で勝利し、得失点差「1」で2位となり、東海リーグ1部に昇格。
2006年
戸塚哲也が監督に就任。8月30日、運営会社となる株式会社岐阜フットボールクラブを設立。東海リーグ1部で優勝、第30回全国地域リーグ決勝大会では、大会直前に九州サッカーリーグのニューウェーブ北九州（現ギラヴァンツ北九州）から緊急補強したFW池元友樹が計7ゴールを挙げるなど活躍したこともあり、決勝ラウンド初戦で優勝したTDKサッカー部（現ブラウブリッツ秋田）に0-1で敗れた以外5勝し準優勝、入替戦でもホンダロックSCを4-0、4-1と圧倒、連勝して、2007年からの日本フットボールリーグ（JFL）昇格を決めた。岐阜県のチームが社会人の全国リーグに所属することは、西濃運輸以来である。

### 2007年（JFL）

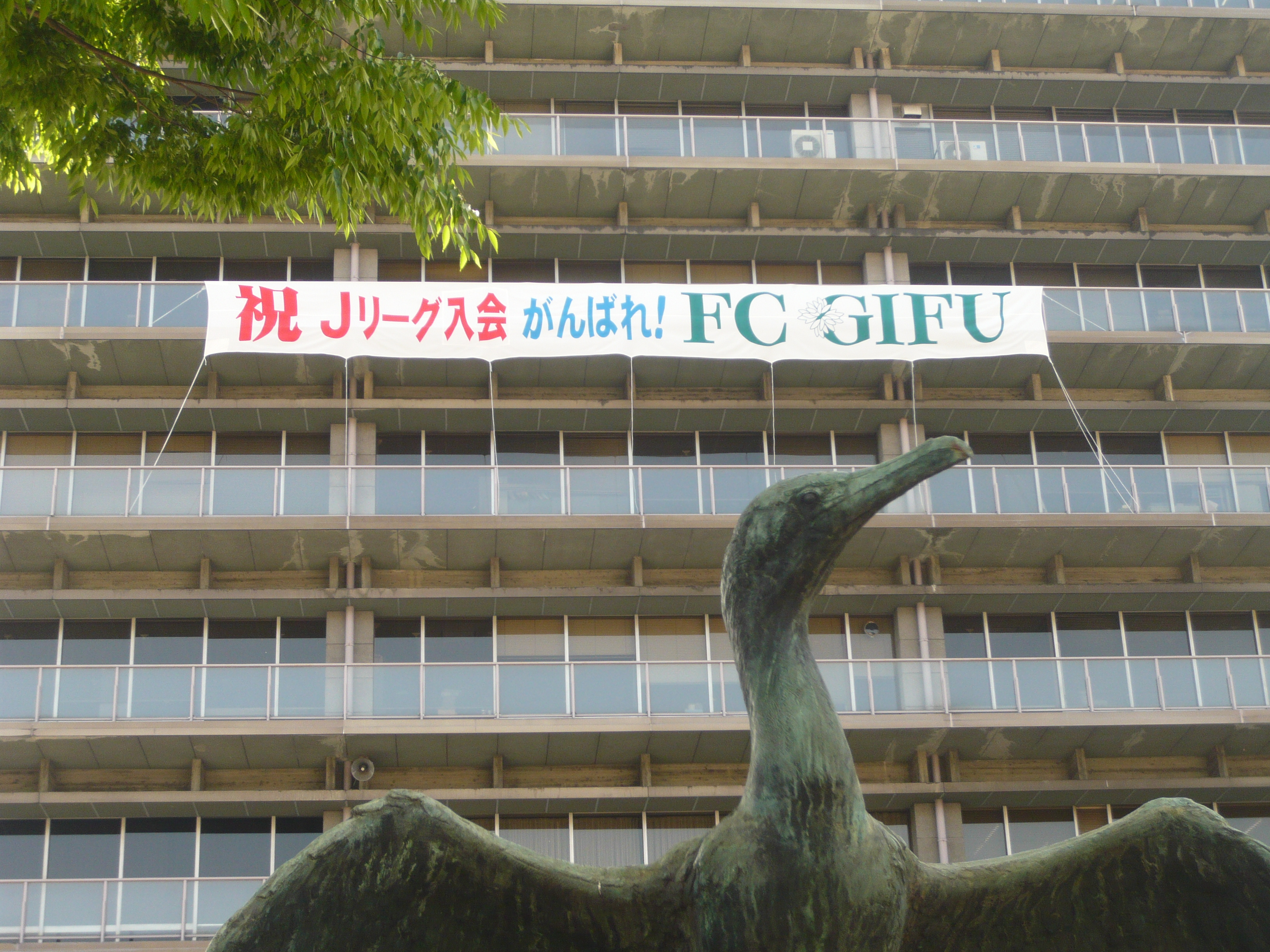
Jリーグ入会を祝って岐阜市
庁舎に掲げられた横断幕

戸塚体制2年目。1月、今西和男がゼネラルマネージャー（GM）に就任。2月20日、申請していたJリーグ準加盟はJリーグの理事会で常勤役員1名、常勤スタッフ2名の確保という条項を満たしておらず継続審議。3月の再審議で準加盟が承認されたが、「経営基盤の強化」の条件付で8月末までの経営の改善が求められた。クラブは9月に正式な準加盟承認を目指すとしたが、Jリーグがそれを見送り、12月まで猶予となった。
リーグ戦は、6月21日（第17節）から戸塚に代わって松永英機が監督に就任。12月2日のアルテ高崎戦に勝利して、シーズン3位に入り、Jリーグ加盟条件のリーグ戦4位以内が確定。12月3日のJリーグ臨時理事会で2008年のJリーグ加盟が承認され、J2昇格が決定した。なお、東海3県では名古屋についで2クラブ目のJリーグクラブとなった。

### 2008年 - 2019年（J2）

#### 2008年
チームスローガン：「Chance! Challenge! Change!」
松永体制2年目。
J2に昇格して初のシーズンとなり、序盤戦は4月12日の福岡戦で5分間で4点を奪って逆転勝ち するなど、第4節で3位、1巡目終了時には8位に付けた。7月12日 - 9月27日の間までは13試合勝ちなし（5分8敗、うち8月24日 - 9月23日までは6連敗）となり、9月7日の広島戦で7点、同月15日のC大阪戦で6点を失点した。J2初年度は15チーム中13位で、10勝のうちホームは3勝。3戦3敗を喫したC大阪からは3試合で合計12失点した。この年をもって森山が現役を引退。
シーズン終了後、経営危機からレギュラー選手を含む15人が退団した。

#### 2009年
チームスローガン：「Challenge to…!」
松永体制3年目。
大卒9人、高卒2人を含む15人の選手を獲得。一方で、6月に片桐淳至が甲府へ移籍。リーグ戦は2008年度はホームゲームで、5月2日の東京V戦の引き分けから8月16日の札幌戦で敗れるまで、11戦負け無し（6勝5分）を記録し（2008年度はホームゲームで3勝）、目標の10位には届かなかったが、前年より1つ上の12位で終えた。
天皇杯全日本サッカー選手権大会は、4回戦でJ1千葉に勝利。準々決勝で名古屋に敗北したが、ベスト8入りを果たした。

#### 2010年
チームスローガン：「前進し続けること STEP BY STEP BY STEP」
監督に倉田安治が、ヘッドコーチに元FC刈谷監督の浮氣哲郎が就任。また服部順一がGMに就き、今西は社長業に専念することとなった。
高木和正（栃木へ完全移籍）、橋内竜真（JFL・MIO草津へレンタル移籍）、大友慧らが退団、村尾龍矢、フラビオ・ペレイラらが加入し、吉本一謙、押谷祐樹のレンタル移籍期間が延長した。また、岐阜市の姉妹都市であるブラジル・カンピーナスとの交流事業の一環として同市のサッカー選手サイモン・ガブリエルを獲得。7月にはFC刈谷の池上礼一を獲得、大宮より新井涼平をレンタル移籍で獲得。リーグ戦は昨年の12位より順位を2つ下げて14位。

#### 2011年
チームスローガン：「共に創る STEP BY STEP BY STEP」
強化方針の相違により倉田が監督を退任したため、強化部長に就任することが内定していた元広島監督の木村孝洋が後任の監督に就任した。これに伴い強化部長は服部がGMと兼任し、チームOBの山田正道が強化部に入った。
朴基棟がKリーグ・光州FCへ移籍、吉本一謙がレンタル移籍期間満了につきFC東京に復帰、朴俊慶が退団（その後引退）。三田光（徳島から完全移籍）、李漢宰（札幌から完全移籍）、野田明弘らが加入した。また、6月に川浪吾郎（柏）が期限付き移籍で加入した。
リーグ戦は第11節（5試合目）で最下位に転落。また、第20節から6試合連続での無得点負け。成績はクラブ史上初のJ2最下位。なお、シーズン終了後に木村が監督を退任した。天皇杯は初戦（2回戦）で北九州に敗退。

#### 2012年
チームスローガン：「MOVing こころ、ひとつに。」
清水やブータン代表元監督の行徳浩二が監督に就任。
秋田英義、嶋田正吾、押谷祐樹（期限付き移籍期間満了で磐田に復帰）、新井涼平（北九州に完全移籍）、菅和範（栃木に完全移籍）らが退団。元日本代表の服部年宏（鳥取から完全移籍）、時久省吾（北九州から完全移籍）、関田寛士、地主園秀美らが加入。
シーズン開幕から7試合連続勝ちなし、第3節からは4連敗、第6節、第7節と最下位に沈む。第8節で北九州からシーズン初勝利を挙げて最下位を脱出。第10節から3連敗、第11節から第17節まで再び最下位。第18節で最下位から脱したが、J2・JFL入れ替え戦出場圏内の21位でシーズンを終えた。なお、2012年度のJFLでJ2入会基準を満たしたクラブが長崎（JFL優勝）のみであったため、J2に残留した。天皇杯は初戦で熊本に敗退。
8月には経営問題が深刻化し、今西和男が運営会社の代表を辞任。元岐阜県助役の薫田大二郎が後任代表に就任。
この年より松本および富山と組んでダービーマッチとして「TOP OF 北アルプス」を開始した。

#### 2013年
チームスローガン：「岐阜力 -FOR THE NEXT-」
行徳体制2年目。
チーム得点王の佐藤洸一が長崎に完全移籍した他野田恭平、樋口寛規（期限付き移籍期間満了で清水に復帰→4月に岐阜に再加入）、川島眞也（引退）、梅田直哉（引退）らが退団。杉山新（横浜FC）、美尾敦（鳥取）、高木貴弘（札幌）、益山司（松本）、デズモンド（JFL藤枝から期限付き移籍）、清本拓己（フェイエノールトユース）らが新加入した。また、2007年から3年間監督を務めた松永英機が、統括副本部長兼チーム統括部長として4年ぶりに復帰した。
シーズンは第1節から単独最下位（22位）となり、第8節松本戦でシーズン初勝利を挙げるまで7戦勝利なし、初勝利後も再び9戦勝利なしとなるなど低迷。前半戦終盤となる6月は3勝1分1敗であったが、後半戦初戦のホームG大阪戦で、J2最多失点記録となる2-8で敗北するなどし、第19節と第26節で21位に上がった他は長く最下位に沈んだ。
後半戦から木谷公亮（鳥栖から期限付き移籍）、中村祐輝、スティッペらが加入。第29節終了後の8月19日に行徳が解任され、トップチームのアシスタントコーチ兼FC岐阜SECOND監督の辛島啓珠が後任の監督に就任。監督交替後3試合は勝ちがなかったが、第33節から6月以来シーズン2度目となる連勝を果たし、第34節終了時に鳥取と入れ替わり最下位を脱出して、J2・JFL入れ替え戦出場圏内の21位でシーズンを終えた。なお、2013年度のJFLで入れ替え戦出場基準を満たしたクラブが讃岐（JFL2位）のみだったため、J2に残留した。シーズン終了後、辛島が監督を退任した。天皇杯は2回戦敗退。

#### 2014年
チームスローガン：「共進共闘! BOLA PRA FRENTE GIFU!」
監督にビーチサッカー日本代表元監督のラモス瑠偉が就任。Jトラスト社長の藤澤信義が個人的に強化費を投入（#経営問題にて後述）し、川口能活（磐田）、髙地系治（横浜FC）、難波宏明（横浜FC）、宮沢正史（大分）、三都主アレサンドロ（栃木）ら実績のあるベテランを補強。木谷の期限付き移籍期間が延長、ヘニキ、ナザリト、阿部正紀らが加入。チーム最年長であった服部が引退、樋口（清水に復帰）、李漢宰（町田に完全移籍）、染矢一樹（岡山に完全移籍）らが退団した。
4月、Jトラスト元経営戦略部長の恩田聖敬が運営会社の社長に就任した。シーズン中に地主園秀美、スティッペ、ド・ドンヒョンが退団。須藤右介と岩崎陽平が完全移籍で、クレイトン・ドミンゲスと森勇介が期限付き移籍で加入。
シーズンは第36節磐田戦から5連敗を喫するなど終盤に息切れしたものの、開幕前の評判通りの高い攻撃力を発揮し、残留争いに巻き込まれることなく前年から4つ順位を上げた17位でシーズンを終えた。TOP OF 北アルプスに初勝利した。集客面での成長が著しく、J2主催試合における総入場者数は前年から64,227人増の159,259人、平均入場者数も3,059人増の7,584人であった。天皇杯は2回戦敗退。

#### 2015年
チームスローガン：「共進共闘! ぎふを元気に!ぎふをひとつに!」
ラモス体制2年目。
高木和道（大分）、岡根直哉（清水）、冨士祐樹（北九州）、レオミネイロ（期限付き移籍）らが加入、期限付き移籍の水野泰輔を完全移籍で獲得した。一方、前年チーム得点王のナザリト（札幌へ完全移籍）、生え抜きの田中秀人（JFL・鹿児島へ完全移籍）ら16名が退団、木谷と美尾が引退。シーズン途中には風間宏矢、砂川誠、ジウシーニョらが期限付き移籍で加入した。
シーズンを通して得点力、守備力両面で振るわなかった。23敗、総得点37、総失点71、得失点差マイナス34はいずれも降格対象の大分・栃木よりも悪い数字であったが、勝利数はこれらよりも多く、20位でシーズンを終えた。
かねてから筋萎縮性側索硬化症(ALS)の症状が進行していた恩田は、11月23日のアビスパ福岡戦で社長職を退任すると発表。12月14日には12月1日から顧問に就任していた宮田博之が後継社長として就任した。

#### 2016年
チームスローガン：「思いはひとつ 願いも一つ energy to communication」
ラモス体制3年目。
高木義成（名古屋）、田森大己（京都）、田中パウロ淳一（金沢）、秋葉勝（山形）、ポープ・ウィリアム（東京Vから期限付き移籍）、エヴァンドロ（大分）、レオナルド・ロシャらが移籍加入。田代雅也、昨シーズン特別指定選手だった鈴木潤、青木翼が新卒で加入、期限付き移籍中の風間宏矢を完全移籍で獲得した。一方、昨シーズンの主将だった深谷友基（愛媛に完全移籍）、川口能活（相模原に完全移籍）、高木和道（磐田に完全移籍）ら14選手が退団、宮沢と砂川が引退。
第1節、第2節とも0-4で大敗し最下位になるが、第3節ホーム北九州戦、89分のレオナルド・ロシャのゴールでシーズン初勝利を挙げると、同節から4連勝で、第6節終了時には一旦5位にまで順位を上げる。しかしこれがシーズン最高順位となり、第13節アウェー岡山戦での勝利の後、第14節から第31節までの18試合で僅か勝点8（1勝5分12敗）しか挙げられず、第20節から5連敗となった第24節の後の7月22日、ラモスが解任され、後任にヘッドコーチの吉田恵が昇格した。
監督交代後も連敗は7、連続試合未勝利は12まで伸び、第27節終了時には20位まで順位を下げた。吉田体制初勝利は第32節の愛媛FC戦で、リーグ戦では3か月ぶり、ホームゲームでは実に半年ぶりの勝利となった。第33節も勝利し、連勝したものの、第34節から5連敗。第38、39節終了後には第2節以来の最下位となる。しかし、第39、40節を連勝し19位に再浮上、第41節で敗れ20位となるが最終節の東京V戦に勝利し、12勝7分23敗の勝点43、2シーズン連続の20位でシーズンを終えた。
失点がJ2リーグワーストの71（次点は群馬の66）、敗戦数も23とワースト（次点は熊本、北九州の20）だったものの、得点がJ2リーグ12位の47で、勝利数も12位タイの12だった。
シーズン終了後、監督の吉田が退任した。

#### 2017年
チームスローガン：「挑戦！Challenge!」
元日本代表コーチで、甲府や京都などを率いた経験のある大木武が新監督に就任。チーム得点王のレオミネイロがレンタル期間満了となったのを始め、特別指定選手時代から在籍していた野垣内俊、主将の髙地系治、岡根直哉ら主力を含む19選手が退団。2014・2015年に在籍したヘニキが完全移籍で復帰。加えて新外国人としてスペイン人のシシーニョとビクトル、ブラジル人のクリスチャンを完全移籍で獲得。日本人ではレンタル移籍で野澤英之（FC東京）、永島悠史（京都）、福村貴幸（清水）が、完全移籍では山口の主力であった庄司悦大、前長野の山田晃平が加入。昨シーズン特別指定選手だった甲斐健太郎ら大学生3名が加入した。シーズン途中には、中島賢星がレンタル移籍で加入。
シーズン開幕直後の3月27日、田代雅也が飲酒運転による自損事故を引き起こしたことが発覚、3月31日付けで契約解除、また代表取締役社長とチーム統括部長は減給処分となった。シーズンは好不調の波が激しく、得点はリーグ10番目の56点を挙げたものの、失点が愛媛と並んでリーグで下から3番目、勝利数も町田と並び下から4番目の11勝しか挙げられなかったこともあり最終順位は18位で終わった。天皇杯は2回戦で徳島に勝利したものの、3回戦で広島に敗れた。この年限りで高木が引退した。

#### 2018年
チームスローガン：「新時代を拓く」
大木体制2年目。前年のチームの核であったシシーニョ、大本祐槻、庄司が引き抜かれ、2015年主将の深谷、16年の高地に続き3年連続で主将が退団。ヘニキ、瀧谷らも移籍した。他クラブで主力を務めた竹田忠嗣や山岸祐也、元ニュージーランド代表FWのライアン・デ・フリースらが加入し、福村と中島が完全移籍でチームに残った。
開幕から2連敗し21位となった後、第3節でシーズン初勝利を挙げるが調子は上がらず、第11節終了時点で2勝4分5敗の19位だったが、第12節から初の連勝、1敗を挟んでさらに4連勝し、一気に7位まで順位を上げる。その後1分2敗で前半戦終了時点で11位。後半戦に入り、8月にそれまで11得点を挙げていたFW古橋亨梧がヴィッセル神戸に完全移籍した影響もあり、第24節から10連敗で順位を一気に19位に下げ、さらに1引き分けを挟み2連敗し、第35節終了時点で20位にまで落ちる。21位に終わった熊本との勝点差が大きかったこともあり、降格圏に落ちることはなかった。第41節終了時点で一旦19位に浮上するも、第42節に再逆転され結局20位でシーズンを終了した。
この年限りで難波、田森が引退した。

#### 2019年
チームスローガン：「躍進 -Breakthrough-」
大木体制3年目。田中パウロ淳一が山口に移籍するなど主力選手が退団したものの、FC東京から元日本代表の前田遼一らを獲得し、期限付き加入していた北谷が完全移籍加入で残留。開幕から6戦は2勝2分2敗で、第6節終了時には11位だったが、第7節からの4連敗で一気に21位にまで降下、直後に1勝1分するものの、さらに6連敗し、第13節から最下位に低迷。第18節終了後の6月18日に、大木の退任、ならびに前讃岐監督の北野誠の後任就任が発表された。
夏の移籍期間では風間宏矢や山岸祐也らを放出する一方で、昨季J2で2ケタ得点を記録した馬場賢治（大分）、ジュニオール・バホス（甲府）を始め、當間建文、塚川孝輝（ともに松本）、横山知伸（前熊本）を補強したがチーム状況を上向かせることはできず、第40節で新潟に敗れたことによって、降格圏である21位以下が決定。この時点では、J3・藤枝の成績次第で残留の可能性があった が、11月16日に行われた第41節で甲府に1-3で敗戦し、J2最下位の22位が確定。J3で藤枝以外のJ2ライセンス未所持クラブの3位以下が確定していたため、クラブ史上初のJ3降格が決まった。
シーズン終了後、北野が契約満了により監督を退任した。

### 2020年 - （J3）

#### 2020年
チームスローガン：「ICHIGAN -Fight together-」
関東リーグ1部・VONDS市原前監督で、過去には清水エスパルスでも監督を務めたゼムノビッチ・ズドラヴコが新たに監督に就任。チーム統括本部長も高本詞史から木村哲昌に交替し、1年でのJ2復帰を目指したものの、J3リーグ前半戦では第5節からの3連勝などありながらも順位は4位と10位の間を推移、前半戦終了となる第17節終了時点で、1試合少ないながら8勝4分4敗の勝点28、消化試合数が同じ首位のブラウブリッツ秋田と勝点差12、1試合多い昇格圏となる2位のロアッソ熊本とは勝点差10の6位にとどまったこともあり、第16節を終えた後の9月21日、ゼムノビッチ監督の休養と、仲田建二トップチームヘッドコーチが暫定的に指揮をとることが発表され、同月25日には仲田が正式に監督に就任し、木村哲昌チーム統括本部長がアドバイザーコーチを兼任すると発表された。第17節から4連勝し、2位に勝点差1の4位まで迫ったが、直後に秋田との振替試合 を含め3連敗し 再び勝点差を広げられ、第27節には首位秋田に敗れ、その時点で優勝の可能性が完全消滅する。第33節、勝点差3の2位長野との直接対決に勝てば勝点で並ぶところだったが、0-0で引き分けたことにより得失点差で逆転昇格が難しくなり、最終節G大阪U-23戦に1-2で敗れ、同節勝利した鹿児島と鳥取に抜かれ6位でシーズンを終えた。

#### 2021年
チームスローガン：「躍動 -Aggressive-」
FC東京のコーチを務めていた安間貴義が監督に就任。元日本代表の本田拓也（山形）らを獲得し、大分から期限付き加入していた川西翔太が完全移籍加入で残留。また、不祥事で浦和を構想外となった柏木陽介が3月に電撃加入する。フロントの動きでは、3月1日にJトラスト執行役員の小松裕志が社長室GMに就任、9月18日には三浦俊也がチーム統括本部長兼テクニカルダイレクターに就任した。
前半戦を2位で折り返すも、後半戦は勝ち点を伸ばせず失速。第28節、八戸に敗れ、2試合を残して昇格可能性が消滅。2シーズン連続6位でシーズンを終えた。シーズン終了後、安間が監督退任を発表。また12月9日付で社長の宮田が代表権のない会長に退き、後任の社長にはGMの小松が就任した。

#### 2022年
チームスローガン：「全員が新化　Let's fight together for J2!」
昨シーズン途中からチーム統括本部長兼テクニカルダイレクターを務めていた三浦俊也が監督に就任。後任のチーム統括本部長には山道守彦が就任した。前年リーグ得点王の川西（富山へ完全移籍）や生え抜きの甲斐（岩手へ完全移籍）らを放出した一方、元日本代表の宇賀神友弥（浦和）、田中順也（神戸）を筆頭に大型補強に動き、フレイレ（長崎）や菊池大介（栃木）、石津大介（福岡）、藤岡浩介（宮崎）ら主力クラスの選手を獲得。庄司が京都から、ヘニキが山口から、2017年以来5年振りに復帰した。
リーグ戦開幕後、7試合を終えた時点で2勝1分4敗と低迷。5月6日、三浦が監督を退任、ヘッドコーチの横山雄次が監督に就任。監督交代直後、クラブ新記録となる7試合連続負けなしを記録したが、その後は今治に0-5、更には鳥取に0-4等、大敗や連敗が響き低迷。得点はリーグ10位の43に対し、失点はリーグワースト3位の53で、J3降格後ワーストとなる、18チーム中14位でシーズンを終えた。シーズン終了後、横山は監督を退任。また、本田拓也、舩津徹也、服部康平、小山新が引退した。

#### 2023年
チームスローガン：「MOVE YOUR HEART!」
2022年まで日本代表コーチを務めた上野優作が監督に、上野の筑波大時代の後輩でもあり、前年北九州の監督だった天野賢一がヘッドコーチに、昨シーズンをもって現役を引退した本田拓也がコーチに それぞれ就任。
昨シーズン限りで引退した選手を含め17人の選手が退団した一方、大卒7人を含む14人の選手が加入したほか、期限付き加入していた窪田稜（金沢）、三國スティビアエブス（水戸）が完全移籍加入で残留。
開幕から3試合負けなしだったが、第6節からは4連敗を喫した。その後クラブ記録に並ぶ7試合負けなしを記録するも、第36節岩手戦での敗戦により昇格の可能性が消滅。8位でシーズンを終えた。天皇杯は2回戦で清水に勝利したが、3回戦で福岡に延長戦の末に敗退。
この年限りで柏木陽介、田中順也、松本拓也が引退した。

#### 2024年
チームスローガン：「MOVE YOUR HEART!」
上野体制2年目。生え抜きの藤谷匠や村田透馬、チームの核となっていた窪田稜やンドカ・チャールス、宇賀神友弥など、昨シーズン限りで引退の3人を含め14人の選手が退団。一方、甲斐健太郎や粟飯原尚平がそれぞれ3年ぶりに復帰するなど、12人の選手が加入した。
開幕序盤は7戦負けなしを記録し、一時は首位にも立つも、4月以降は失速。J3降格後ワーストを更新する9戦連続未勝利となる。6月27日、上野が監督を辞任。ヘッドコーチの天野が暫定的に指揮を執ることになった（その後、天野は9月20日付で監督に正式就任）。
シーズン開幕後も青木拓矢、イ・ヨンジェなどが加入する一方、夏の移籍期間でチーム得点王（当時）の田口裕也らを放出。8年ぶりの復帰となった水野泰輔などレンタルを中心に補強するも、順位は一時14位にまで下がり、JFL降格も危ぶまれた。第32節以降は連勝を重ねるも、第37節大宮戦の結果をもって昇格の可能性が消滅。2年連続の8位でシーズンを終えた。天皇杯は1回戦で沼津に勝利したが、2回戦で横浜F・マリノスにPK戦の末に敗退。
この年限りで庄司悦大、羽田一平、林祥太郎、青木拓矢、イ・ヨンジェが引退。天野監督は退任した。

#### 2025年
チームスローガン：「MOVE YOUR HEART!」
新監督に大島康明が就任。前年リーグ得点王となった藤岡のFC今治への移籍をはじめ、昨シーズン限りで引退した選手や他クラブへ期限付き移籍をしていた選手を含め21選手が退団した一方、13選手が加入。シーズン序盤から下位に低迷。第18節終了時点で4勝5分け9敗の18位となった段階で、大島は監督を解任され、後任には石丸清隆が就任した（ただし、第19節のみ、大橋浩司ヘッドコーチが代行で指揮）。

## タイトル・表彰

### リーグ戦
- 東海社会人サッカーリーグ1部：1回
  - 2006年

### カップ戦他
- 岐阜県サッカー選手権大会：6回
  - 2006年、2007年、2021年、2022年、2023年、2024年

### その他表彰
- J2フェアプレー賞
  - 2018年

### 個人
- J2リーグ
  - 月間MVP
    - 2018年5月：古橋亨梧[68]
- J3リーグ
  - 得点王
    - 2021年：川西翔太（13得点）
    - 2024年：藤岡浩介（19得点）

  - 月間MVP
    - 2021年3月：川西翔太
    - 2023年8月：ンドカ・チャールス
    - 2024年2・3月：藤岡浩介
    - 2024年10月：藤岡浩介

  - 月間ベストゴール
    - 2021年3月：中島賢星

  - 月間優秀監督賞
    - 2021年3月：安間貴義
    - 2023年6月：上野優作
    - 2024年2・3月：上野優作

  - 月間ヤングプレーヤー賞
    - 2024年10月：西谷亮

## スタジアム・練習場

### 開催スタジアム

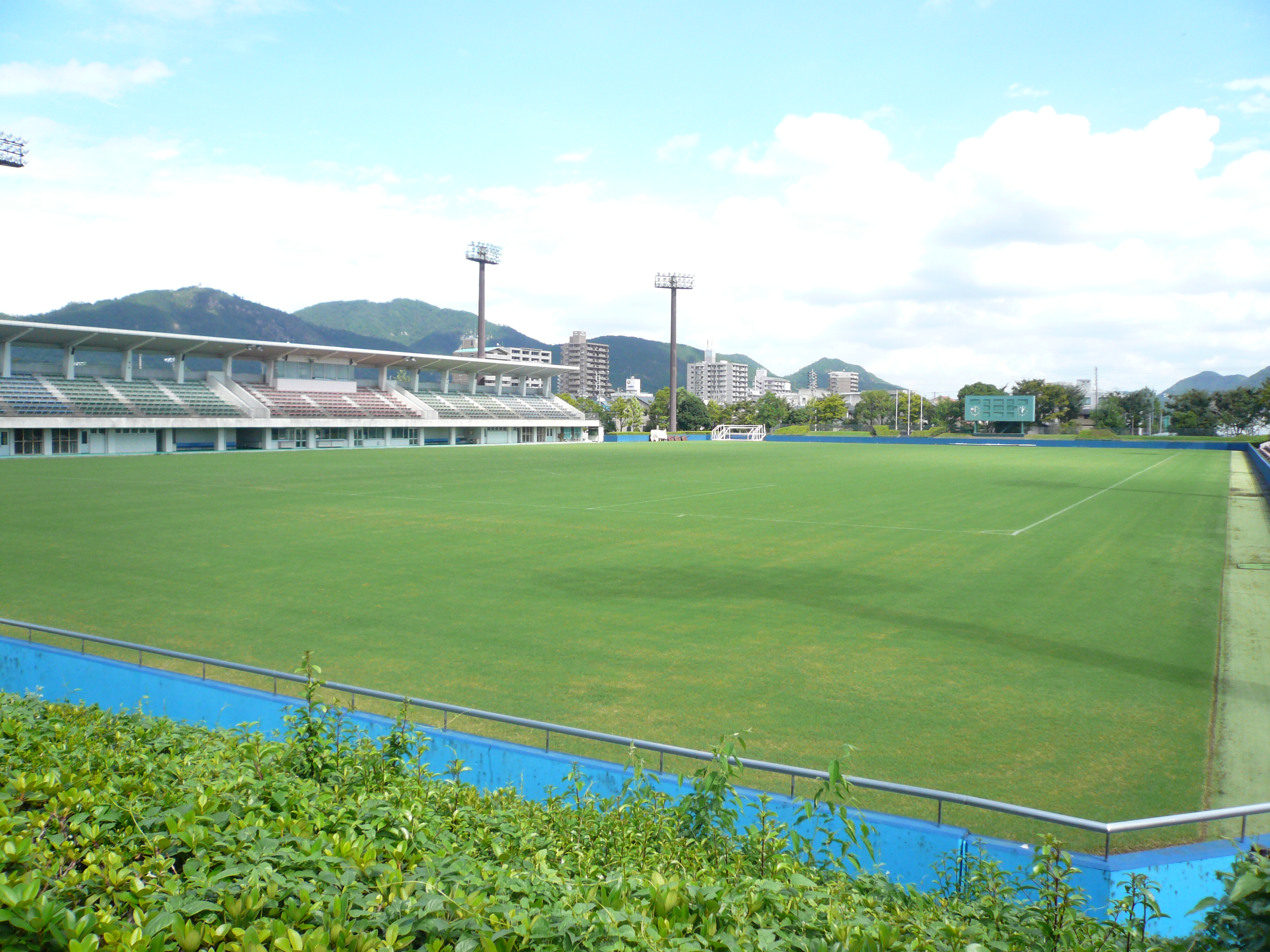
岐阜メモリアルセンター長良川球技メドウ

ホームスタジアムは岐阜メモリアルセンター長良川競技場（以下、長良川競技場）である。なお、過去のホームゲーム開催スタジアムは「当項目」を参照のこと。
2010年は第67回国民体育大会（ぎふ清流国体）による長良川競技場の改修工事により長良川球技メドウ（以下「長良川球」）でホームゲームを15試合開催した。なお、シーズン前は一部の試合を愛知県一宮市の光明寺公園球技場を使用する予定もあった が、全て長良川球で開催された。なお、Jリーグは近隣にJリーグ基準を満たしたスタジアムが無いことを理由として長良川球と光明寺での開催を特例で認めたとしている。

### 練習場
練習場は以下の通り。
- 長良川球技メドウ（岐阜市）[1]
- 岐阜市北西部運動公園（岐阜市）[1]
- 岐阜県フットボールセンター（羽島郡笠松町）[1]
- 各務原浄水公園（各務原市）[1]
- 各務原スポーツ広場（各務原市）[1]
- 養老町スマイルグラウンド（養老郡養老町）[1]

なお、J1ライセンス取得の要件の一つである専用練習場の設置について、岐阜市市長・細江茂光は2014年9月1日の定例会見で、それの建設の判断を2014年内までに行う方針を固めた。
FC岐阜では、岐阜市に対し、岐阜市北西部運動公園の敷地内にクラブハウスを併設した練習場の建設・整備を要望しており、それの実現へ向けた募金・署名運動「ぎふJ1チャレンジ」 を進めている。同11月2日、岐阜新聞の取材に答えた細江が、クラブハウスを整備する方針を固めたことを明らかにした。その後、多くの署名と募金に基づき、市が約3億円をかけて、2016年1月にクラブハウス機能を備えた「岐阜市スポーツ交流センター」を完成。センターは鉄骨平屋約657平方メートル。岐阜市北西部運動公園の隣に建設されている。クラブが常時優先使用できる部分は、メディカルルームや更衣室、浴槽付きシャワー室などで施設全体の４分の１程度。運動公園のグラウンド使用時は、会議室と談話室を優先的に利用でき、トレーニングルームやストレッチルームは常時、市民と共用する形となる。

## ユニフォーム

### クラブカラー
- 緑[1]

### ユニフォームスポンサー
| 掲出箇所   | スポンサー名               | 表記                                   | 掲出年   | 備考                                                                                          |
| 胸         | ホットスタッフ岐阜グループ | HOT STAFF for good communication       | 2022年 - |                                                                                               |
| 鎖骨       | 名鉄協商                   | かなえたいを、協える。 名鉄協商        | 2018年 - | 左側に表記                                                                                    |
| 鎖骨       | 岐阜車体工業               | 岐阜車体                               | 2018年 - | 右側に表記                                                                                    |
| 背中上部   | 西濃運輸                   | SEINO 西濃運輸                         | 2016年 - | 2014年はパンツ （「セイノーホールディングス」名義） 2015年は袖 2014年 - 2015年は「SEINO」表記 |
| 背中下部   | アクト                     | ACT HOLDINGS                           | 2018年 - |                                                                                               |
| 袖         | 日本水機工                 | M NIHOn MIZU KIKO Co., Ltd. 日本水機工 | 2024年 - |                                                                                               |
| パンツ前面 | 太平洋工業                 | 太平洋工業                             | 2020年 - |                                                                                               |
| パンツ背面 | 辻精機                     | TSUjISEIKI.com                         | 2022年 - |                                                                                               |

### ユニフォームサプライヤーの遍歴
- - 2007年：ロット
- 2008年 - 2012年：ミズノ
- 2013年 - 2016年：ゴル
- 2017年[79] - 2020年：ニューバランス
- 2021年[80] - 現在：ラッツォーリ

### 歴代ユニフォーム
| FP 1st |             |             |      |      |
| 2007   | 2008 - 2009 | 2010 - 2011 | 2012 | 2013 |
| 2014   | 2015        | 2016        | 2017 | 2018 |
| 2019   | 2020        | 2021        | 2022 | 2023 |
| 2024   | 2025 -      |             |      |      |
|        |             |             |      |      |

| FP 2nd |      |      |        |      |
| 2007   | 2008 | 2009 | 2010   | 2011 |
| 2012   | 2013 | 2014 | 2015   | 2016 |
| 2017   | 2018 | 2019 | 2020   | 2021 |
| 2022   | 2023 | 2024 | 2025 - |      |
|        |      |      |        |      |

### 歴代ユニフォームスポンサー表記
| 年度 | 箇所                                                   | 箇所                            | 箇所     | 箇所                                                | 箇所             | 箇所                                                                                  | 箇所                          | 箇所           | サプライヤー |
| 年度 | 胸                                                     | 鎖骨左                          | 鎖骨右   | 背中上部                                            | 背中下部         | 袖                                                                                    | パンツ前面                    | パンツ背面     | サプライヤー |
| 2005 | -                                                      | 解禁前                          | 解禁前   | SPORTS CLUB ΛXTOS SWIMMING AEROBICS ATHLETIC TENNIS | 解禁前           | -                                                                                     | -                             | 解禁前         | Lotto        |
| 2006 | SPORTS CLUB ΛXTOS SWIMMING AEROBICS ATHLETIC TENNIS    | 解禁前                          | 解禁前   | アサヒ給湯岐阜                                      | 解禁前           | -                                                                                     | Orico                         | 解禁前         | Lotto        |
| 2007 | -                                                      | 解禁前                          | 解禁前   | スポーツクラブ アクトス                             | 解禁前           | -                                                                                     | -                             | 解禁前         | Lotto        |
| 2008 | -                                                      | 解禁前                          | 解禁前   | -                                                   | 解禁前           | -                                                                                     | - / 名進研                    | 解禁前         | Mizuno       |
| 2009 | - / アメットビー ΛmétVi BLOW OFF THE RAINDROPS         | 解禁前                          | 解禁前   | -                                                   | 解禁前           | - / サン・メイト                                                                      | 名進研 / - / 飴 山中製菓      | 解禁前         | Mizuno       |
| 2010 | REALWORLD                                              | 解禁前                          | 解禁前   | - / 鈴木栄光堂                                      | 解禁前           | EIDEN                                                                                 | Grown with sports COPIN       | 解禁前         | Mizuno       |
| 2011 | ぎふ清流国体                                           | 解禁前                          | 解禁前   | EIDEN                                               | 解禁前           | 鈴木栄光堂                                                                            | COPIN                         | 解禁前         | Mizuno       |
| 2012 | -                                                      | 解禁前                          | 解禁前   | EIDEN                                               | 解禁前           | - / RAY Field HAIR&BEAUTY                                                             | COPIN                         | 解禁前         | Mizuno       |
| 2013 | ヒマラヤ SPORTS & GOLF                                 | 解禁前                          | 解禁前   | KC Card                                             | 解禁前           | COPIN                                                                                 | アクティブG WORLD DESIGN CITY | 解禁前         | gol.         |
| 2014 | NGK\|NTK スパークプラグ\|ニューセラミック 日本特殊陶業 | 解禁前                          | 解禁前   | J TRUST                                             | 解禁前           | Valor                                                                                 | SEINO                         | 解禁前         | gol.         |
| 2015 | NGK\|NTK スパークプラグ\|ニューセラミック 日本特殊陶業 | 解禁前                          | 解禁前   | J TRUST                                             | 解禁前           | SEINO                                                                                 | COPIN                         | 解禁前         | gol.         |
| 2016 | NGK\|NTK スパークプラグ\|ニューセラミック 日本特殊陶業 | 解禁前                          | 解禁前   | SEINO 西濃運輸                                      | CCI SMART MIST   | -                                                                                     | COPIN                         | 解禁前         | gol.         |
| 2017 | NGK\|NTK スパークプラグ\|ニューセラミック 日本特殊陶業 | 解禁前                          | 解禁前   | SEINO 西濃運輸                                      | CCI シーシーアイ | 信長公 450                                                                            | COPIN                         | 解禁前         | New Balance  |
| 2018 | NGK\|NTK スパークプラグ\|ニューセラミック 日本特殊陶業 | かなえたいを、協える。 名鉄協商 | 岐阜車体 | SEINO 西濃運輸                                      | ACT HOLDINGS     | 多目的フットサルコート キャプテン翼 CAPTAIN TSUBASA STADIUM 垂井 スタジアム           | COPIN                         | 解禁前         | New Balance  |
| 2019 | NGK\|NTK スパークプラグ\|ニューセラミック 日本特殊陶業 | かなえたいを、協える。 名鉄協商 | 岐阜車体 | SEINO 西濃運輸                                      | ACT HOLDINGS     | 多目的サッカー・フットサルコート キャプテン翼 CAPTAIN TSUBASA STADIUM 垂井 スタジアム | COPIN                         | 解禁前         | New Balance  |
| 2020 | NGK\|NTK スパークプラグ\|ニューセラミック 日本特殊陶業 | かなえたいを、協える。 名鉄協商 | 岐阜車体 | SEINO 西濃運輸                                      | ACT HOLDINGS     | COPIN                                                                                 | 太平洋工業                    | -              | New Balance  |
| 2021 | NGK\|NTK スパークプラグ\|ニューセラミック 日本特殊陶業 | かなえたいを、協える。 名鉄協商 | 岐阜車体 | SEINO 西濃運輸                                      | ACT HOLDINGS     | COPIN                                                                                 | 太平洋工業                    | -              | Razzoli      |
| 2022 | HOT STAFF for good communication                       | かなえたいを、協える。 名鉄協商 | 岐阜車体 | SEINO 西濃運輸                                      | ACT HOLDINGS     | COPIN                                                                                 | 太平洋工業                    | TSUjISEIKI.com | Razzoli      |
| 2023 | HOT STAFF for good communication                       | かなえたいを、協える。 名鉄協商 | 岐阜車体 | SEINO 西濃運輸                                      | ACT HOLDINGS     | 信和                                                                                  | 太平洋工業                    | TSUjISEIKI.com | Razzoli      |
| 2024 | HOT STAFF for good communication                       | かなえたいを、協える。 名鉄協商 | 岐阜車体 | SEINO 西濃運輸                                      | ACT HOLDINGS     | M NIHOn MIZU KIKO Co., Ltd. 日本水機工                                                | 太平洋工業                    | TSUjISEIKI.com | Razzoli      |
| 2025 | HOT STAFF for good communication                       | 日本水機工                      | 岐阜車体 | SEINO 西濃運輸                                      | ACT HOLDINGS     | CHECKHOUSE                                                                            | -                             | TSUjISEIKI.com | Razzoli      |

## スポンサー

### 夢パス
FC岐阜では、2014年から小学生以下の子供がFC岐阜ホームゲームを全試合無料で観戦できる「夢パス」事業を行っている。
FC岐阜のクラブ理念「子供たちに夢を!!」に賛同したスポンサー企業、団体「夢パスパートナー」の協力によるもので、ホームゲームに岐阜県内の小学生を、バックスタンド自由席、ホームゴール裏自由席に無料で招待する。

## 下部組織

### FC岐阜 U-18
| 年度 | 所属                | リーグ戦 | リーグ戦 | リーグ戦 | リーグ戦 | リーグ戦 | リーグ戦 |                     | カップ戦      | カップ戦      | カップ戦 | 監督 |
| 年度 | 所属                | 試合     | 勝点     | 勝       | 分       | 敗       | 順位     | クラブユース 選手権 | Jユースカップ | Jユースカップ |          | 監督 |
| 2009 | 岐阜県 ユースリーグ |          |          |          |          |          |          |                     | -             | GL敗退        | GL敗退   |      |
| 2010 | 岐阜県 ユースリーグ |          |          |          |          |          |          | -                   | GL敗退        | GL敗退        |          |      |
| 2011 | 岐阜県 ユースリーグ |          |          |          |          |          |          | -                   | GL敗退        | GL敗退        |          |      |
| 2012 | 岐阜県 ユースリーグ |          |          |          |          |          |          | -                   | GL敗退        | GL敗退        |          |      |
| 2013 | 岐阜県 ユースリーグ |          |          |          |          |          |          | -                   | GL敗退        | GL敗退        |          |      |
| 2014 | 岐阜県 ユースリーグ |          |          |          |          |          |          | -                   | GL敗退        | GL敗退        |          |      |
| 2015 | 岐阜県 ユースリーグ |          |          |          |          |          |          | -                   | 1回戦敗退     | 1回戦敗退     |          |      |
| 2016 | 岐阜県 ユースリーグ |          |          |          |          |          |          | -                   | 1回戦敗退     | 1回戦敗退     |          |      |
| 2017 | 岐阜県 ユースリーグ |          |          |          |          |          |          | -                   | 1回戦敗退     | 1回戦敗退     |          |      |
| 2018 | 岐阜県 ユースリーグ |          |          |          |          |          |          | -                   | 2回戦敗退     | 2回戦敗退     |          |      |
| 2019 | 岐阜県 ユースリーグ |          |          |          |          |          |          | -                   | 1回戦敗退     | 1回戦敗退     |          |      |
| 2020 | 岐阜県 ユースリーグ |          |          |          |          |          |          | -                   | 大会中止      | 大会中止      | 米田徹   |      |
| 2021 | 岐阜県 ユースリーグ | 11       | 25       | 8        | 1        | 2        | 2位      | -                   | GL敗退        | GL敗退        | 米田徹   |      |
| 2022 | 岐阜県 ユースリーグ | 18       | 35       | 11       | 2        | 5        | 3位      | -                   | GL敗退        | GL敗退        | 米田徹   |      |
| 2023 | 岐阜県 ユースリーグ | 18       | 26       | 8        | 2        | 8        | 4位      | -                   | GL 2位        | GL 2位        | 米田徹   |      |
| 2024 | 岐阜県 ユースリーグ | 18       | 42       | 13       | 3        | 2        | 2位      | -                   | GL 4位        | GL 4位        | 米田徹   |      |

- FC岐阜SECOND

- アカデミー（育成） - 2008年、NPO法人FC岐阜スティックルバックのジュニアユースおよびサッカースクールから移管。
  - U-18、U-15、U-12（サッカースクール）[1]
- FC岐阜BELTA
  - 「岐阜女子フットボールクラブ」（1985年創設）が2005年に「FC岐阜BELTA」へ名称を変更して発足。トップチームは東海女子サッカーリーグ に所属しているが、2011年に女子小中学生サッカーチームを「FC岐阜ベルタセカンド」として分割した（2012年より「岐阜女子FCフェニックス」へ名称変更）。

## 経営

### 経営問題

#### 債務超過（2008年）
FC岐阜はJリーグ準加盟時に「経営状況の改善」が付帯事項に掲げられる（前述）など、経営問題を抱えながらのクラブ運営を行っていた。2007年にはJリーグ経営諮問委員会でクラブを運営する株式会社岐阜フットボールクラブ（岐阜FC）の経営状態が指摘されたことを受け、同年10月に岐阜市内の製菓会社社長を理事長とする「FC岐阜個人持株会」を設立し、1口5万円での出資募集を開始。しかし、個人持株会も大口スポンサーとはなりえず、2008年のシーズン終了時には3億366万円の累積赤字と1億4,616万円の債務超過となった。

#### 公式試合安定開催基金からの融資（2009年から2010年）
岐阜FCは2008年シーズン終了後にJリーグより公式試合安定開催基金から5,000万円の融資を受けた（ザスパ草津に次いで2例目）。さらに2009年6月24日、入場者数が当初の予想より大幅に下回っていることと、このままの状況が推移すれば当初の予想興行収入である1億円を下回り、公式試合安定開催基金より借入した5,000万円の融資を返済した後、選手やスタッフに給与の支払いができなくなるほど資金が底を突く可能性があると発表、存続を願う地元ファンや企業から2,800万円を集めて何とかしのぎ、2009年に「公式試合安定開催基金」から融資を受けている5,000万円の返済期限の延期をJリーグに申し入れ た後、2010年4月16日、公式試合安定開催基金から融資を受けていた5,000万円を返済 し、同年には単年度黒字を計上した。

#### 予算管理団体指定と今西和男社長の退任（2011年から2012年）
しかし累積赤字・債務超過の状況が解消されたわけではなく、2011年度には7,100万円の単年度赤字を計上（過去5期中4期が赤字）。これを受け2012年4月18日、将来のクラブライセンス制度の導入を見据える形で、岐阜FCがJリーグから予算管理団体の指定を受け、経営状態について随時指導を受けることになった。さらに同年6月20日、岐阜FCは2012年シーズン終了までに1億5,000万円の資金が不足し、7月末までに1,000万円の資金ショートが発生するとの見通しを示した。これを受けて、県内の企業・団体などはFC岐阜に資金支援する意向を表明、岐阜県や岐阜市は直接の資金援助（税金投入）は否定したものの、側面支援を約束した。岐阜FC社長の今西和男は社長給与を40%削減するとともに、「私は岐阜出身ではなく、コネもないので、私のポスト（社長）には岐阜出身者のほうがいいのではないか」と提案、近い将来の退任を示唆した。また、経費削減のために、2012年シーズンは山形戦と九州でのアウェー戦以外の遠征はすべてチームバスで行った。2012年8月20日、クラブライセンスの可否を判断するためのクラブへの事前ヒアリングにおいて、Jリーグは経営が悪化している岐阜FCについて2013年度のライセンス交付に厳しい姿勢を示した。結果的にこの年はJ2ライセンスの交付を受けたが、同時に債務超過の解消や単年度黒字計画の策定を求めるための是正を通達された。今西は8月末日付けで社長を退任、後任に岐阜県庁出身の薫田大二郎が就任した。

#### 藤澤信義Jトラスト社長の支援（2013年から2014年）
これまで大口スポンサーを持たなかったFC岐阜だったが、2012年シーズンオフに岐阜出身でJトラスト社長の藤澤信義がクラブ支援に乗り出すことを表明。2013年については個人で1億5,000万円を拠出（寄付）する方針を明らかにした。また、JトラストグループのKCカードが2013年シーズンのユニフォームスポンサーに就くことも決まった。
2013年4月24日、岐阜FCの株主総会が開催され、2012年度決算が4,800万円の赤字で、債務超過額が1億9100万円へ増加したことが明らかとなった。2015年1月までに債務超過を解消しなければクラブライセンスが発給されずJリーグ退会となるため、増資も検討していると発表した。債務超過については、2014年度のクラブライセンス交付時にJリーグ側から「債務超過の解消に向け、（1）今期損益見通し詳細を報告し、Jリーグの指導を受けること（2）2014年度予算編成に際し、Jリーグの事前指導を受けること」との是正通達が付帯された。債務超過解消について、藤澤は「地元財界の支援による債務超過解消が前提」とコメントし、債務超過が解消されればさらなる資金援助を行う意向を表明した。
2013年12月、藤澤による追加支援の条件となっていた「地元での債務超過の解消」に目処が付いたことが明らかになる。具体的な債務超過解消策については明らかになっていないが、FC岐阜のメインバンクである十六銀行が債務の圧縮に応じたものが大きいとみられている。これを受けて「無制限の強化費用の支援を行う」という藤澤の方針がメディアにより報じられた。
2014年4月24日、岐阜FCは同日行った株主総会で2億4,000万円の第三者割当増資を承認。これを藤澤が個人で引き受け、藤澤が岐阜FCの49.95%の株式を保有する筆頭株主となった。経営問題にめどがついたことを受けて、同日の株主総会をもって社長の薫田が代表権のない会長に退き、後任の社長にJトラスト出身の恩田聖敬が就任した。

### 決算
FC岐阜の決算は、つぎのとおり。

#### 損益
| 年   | 収入 | 広告料 | 入場料 | 配分 | その他 | 費用 | 事業費 | 人件費 | 管理費 | 利益 | 純利益 |
| 2008 | 401  | 115    | 80     | 108  | 97     | 477  | 385    | 178    | 92     | -76  | -86    |
| 2009 | 420  | 115    | 71     | 104  | 129    | 464  | 327    | 156    | 137    | -45  | -56    |
| 2010 | 519  | 188    | 77     | 98   | 156    | 505  | 298    | 186    | 207    | 14   | 1      |

- 金額の単位: 百万円
- 人件費は事業費に含まれる。

出典: 各年度のJクラブ決算一覧。
2008、
2009、
2010
| 年度 | 収益 | 広告料 | 入場料 | 配分 | 育成 | その他 | 費用 | 人件費 | 試合 | トップ | 育成 | 女子 | 販売 | 利益 | 純利益 |
| 2011 | 448  | 153    | 59     | 106  | 31   | 99     | 510  | 192    | 43   | 54     | 18   | 0    | 203  | -62  | -71    |
| 2012 | 528  | 193    | 73     | 100  | 32   | 130    | 568  | 212    | 46   | 75     | 18   | 0    | 217  | -40  | -49    |
| 2013 | 576  | 266    | 74     | 90   | 41   | 105    | 611  | 241    | 67   | 101    | 33   | 0    | 169  | -35  | 88     |
| 2014 | 831  | 380    | 140    | 95   | 89   | 127    | 979  | 503    | 90   | 140    | 48   | 0    | 198  | -148 | -63    |
| 2015 | 999  | 516    | 131    | 85   | 47   | 220    | 992  | 468    | 84   | 124    | 35   | 0    | 281  | 7    | 3      |

- 金額の単位: 百万円

出典: 各年度のJクラブ決算一覧。
2011、
2012、
2013、
2014、
2015
| 年度 | 収益 | 広告料 | 入場料 | 配分 | 育成 | 物販 | その他 | 費用 | 人件費 | 試合 | トップ | 育成 | 女子 | 物販 | 販売 | 利益 | 純利益 |
| 2016 | 932  | 522    | 128    | 86   | 43   | 57   | 96     | 924  | 419    | 88   | 114    | 37   | 0    | 45   | 221  | 8    | 3      |
| 2017 | 951  | 474    | 111    | 153  | 52   | 71   | 90     | 868  | 316    | 100  | 118    | 44   | 0    | 56   | 234  | 83   | 71     |
| 2018 | 1090 | 557    | 131    | 153  | 52   | 71   | 129    | 978  | 365    | 117  | 112    | 33   | 0    | 61   | 290  | 112  | 113    |
| 2019 | 1079 | 589    | 116    | 154  | 50   | 75   | 95     | 1148 | 461    | 131  | 126    | 55   | 0    | 67   | 308  | -69  | -70    |
| 2020 | 853  | 534    | 39     | 120  | 35   | 48   | 77     | 841  | 333    | 88   | 84     | 50   | 0    | 49   | 237  | 12   | 17     |

- 金額の単位: 百万円

出典: 各年度のJクラブ決算一覧。
2016

#### 資産
| 年度 | 総資産 | 総負債 | 純資産 | 資本金 |
| 2008 | 82     | 224    | -141   | 79     |
| 2009 | 122    | 255    | -133   | 111    |
| 2010 | 81     | 177    | -95    | 130    |
| 2011 | 70     | 217    | -147   | 140    |
| 2012 | 80     | 272    | -192   | 142    |
| 2013 | 129    | 222    | -93    | 147    |
| 2014 | 226    | 138    | 89     | 269    |
| 2015 | 145    | 54     | 91     | 269    |
| 2016 | 186    | 92     | 94     | 269    |
| 2017 | 318    | 152    | 166    | 269    |
| 2018 | 405    | 126    | 278    | 80     |
| 2019 | 279    | 69     | 209    | 80     |
| 2020 | 385    | 158    | 226    | 80     |

- 金額の単位: 百万円

出典: 各年度のJ1 クラブ決算一覧。
2008、
2009、
2010、
2011、
2012、
2013、
2014、
2015、
2016

## メディア

### テレビ
岐阜放送
- ゴォール!FC岐阜 毎週日曜日 22:54 - 23:00（2015年3月8日放送再開）
- Jリーグ昇格以前から不定期にホーム戦中継を行っていたが、2015年よりテレビ・ラジオ合わせてのホーム全試合中継を開始した（テレビは編成の都合により、一部録画中継あり）。

NHK岐阜放送局
- ほっとイブニングぎふ
  - 毎週月曜日 18:30 - 19:00（「WEEKLY FC岐阜」で主に試合のハイライトを放送）
  - 毎週金曜日 18:30 - 19:00（「Forza!FC岐阜」で主に次節の試合告知や練習風景等を放送）

名古屋テレビ放送
- KICK OFF! TOKAI 毎週土曜日 11:30 - 11:45（2023年4月8日放送開始）

シーシーエヌ（チャンネル長良川）
- 緑の話を聞け!
  - 毎週金曜 19:55 - 20:00（リピート放送あり）

### ラジオ
東海ラジオ放送
- 週刊!サカラジ 毎週月曜日 19:00 - 19:20頃（チア・スポ内）
  - その他不定期でFC岐阜をメインとした特番を放送している。[102]

エフエム岐阜
- FC岐阜 STEP BY RADIO 毎週土曜日 12:00 - 12:30

シティエフエムぎふ（FMわっち）
- Fight Together For GIFU（長良川競技場からホームゲームを生中継）

### リーグ戦
JFL
岐阜放送が2006年度のシーズン中に数回中継。ケーブルテレビのシーシーエヌがホーム戦を主に中継し、応援番組も放送。
2006年12月のJFL入れ替え戦（FC岐阜×ホンダロックSC）を、17日は岐阜放送ラジオ、シーシーエヌ、23日は岐阜放送テレビ、シーシーエヌが生中継した。
Jリーグ
2008年2月24日に開催された『プレシーズンマッチFC岐阜×名古屋グランパス』の地上波中継は名古屋テレビ放送（メ〜テレ）が深夜に録画中継を行ったほか、岐阜放送がスカパー向けに制作し、後日パーフェクト・チョイスにて無料放送された。レギュラーシーズンはNHK岐阜放送局（J2開幕戦3月9日の生中継が最初）と岐阜放送（3月16日の生中継が最初）とメ〜テレ（3月23日の録画中継が最初）で中継が行われた。
スカパー!→DAZN中継は、Jリーグからの委託を受けて、岐阜放送とメ〜テレが試合ごとに映像を製作。ラジオは主に地元コミュニティFM放送のFMわっちが生中継を行い、2009年7月19日の対横浜FC戦の中継より会場限定のミニFM局を開設した。2015年より岐阜放送ラジオでもホーム戦の生放送を行っている。